# Лутра Волвис
Лутра Волвис или Бешички бани (на гръцки: Λουτρά Βόλβης, Лутра Волвис, Λουτρά Νέας Απολλωνίας, Лутра Неас Аполонияс) е село в Егейска Македония, Гърция, част от дем Бешичко езеро в административна област Централна Македония. Според преброяването от 2001 година селото има 103 жители.

## География
Селото е разположено в северната част на Халдикидическия полуостров.

## История
След Междусъюзническата война в 1913 година попада в Гърция. Според преброяването от 1928 година Бешички бани е изцяло бежанско село със 7 бежански семейства с 30 души.